# Anna Orso
Pour les articles homonymes, voir Orso.
Anna Orso, née le 11 décembre 1938 à Naples et morte le 14 août 2012 à Rome, est une actrice italienne.

## Filmographie

### Cinéma
- 1963 : Storie sulla sabbia de Riccardo Fellini
- 1963 : Jacob, l'homme qui combattit Dieu (Giacobbe, l'uomo che lottò con Dio) de Marcello Baldi
- 1966 : La Bible (The Bible: in the beginning…) de John Huston
- 1967 : Gentleman Killer de Giorgio Stegani
- 1967 : Le Dernier Jour de la colère (I giorni dell'ira) de Tonino Valerii
- 1969 : Quarta parete d'Adriano Bolzoni
- 1969 : Io e Dio de Pasquale Squitieri
- 1970 : Lettera aperta a un giornale della sera de Francesco Maselli
- 1972 : Un amour insolite (Questa specie d'amore) d'Alberto Bevilacqua
- 1973 : L'Héritier de Philippe Labro
- 1973 : Baciamo le mani de Vittorio Schiraldi
- 1973 : 24 ore… non un minuto di più (it) de Franco Bottari
- 1974 : La profanazione (it) de Tiziano Longo
- 1974 : Cagliostro (it) de Daniele Pettinari
- 1974 : Lucrezia giovane (it) de Luciano Ercoli
- 1975 : Der zweite Frühling (de) d'Ulli Lommel
- 1980 : Le Larron (Il ladrone) de Pasquale Festa Campanile
- 1980 : Le Saut dans le vide (Salto nel vuoto) de Marco Bellocchio
- 1981 : L'ultima volta insieme (it) de Nini Grassia
- 1983 : Il giustiziere della strada de Giuliano Carnimeo
- 1985 : Il pentito de Pasquale Squitieri
- 1986 : Il mostro di Firenze de Cesare Ferrario
- 1986 : Le Diable au corps (Diavolo in corpo) de Marco Bellocchio
- 1986 : La vita di scorta de Piero Vida
- 1987 : Le vie del Signore sono finite de Massimo Troisi
- 1992 : Blu notte de Giorgio Serafini
- 1992 : Adelaide (it) de Lucio Gaudino
- 1993 : Cominciò tutto per caso (it) d'Umberto Marino
- 1995 : Legami di sangue de Domenico Liggeri
- 1995 : Io e il re de Lucio Gaudino
- 1997 : Un giorno, un giorno, una notte… de Cosimo Milone
- 2000 : Incontri di primavera d'Anna Brasi
- 2000 : Ponte Milvio de Roberto Meddi
- 2001 : Il sinfamolle de Massimo Cappelli
- 2002 : Il naso storto d'Antonio Ciano
- 2003 : Ore 2: Calma piatta (it) de Marco Pontecorvo
- 2004 : La Vie aquatique (The Life Aquatic with Steve Zissou) de Wes Anderson
- 2005 : Leçons d'amour à l'italienne (Manuale d'amore) de Giovanni Veronesi
- 2008 : L'anno mille (it) de Diego Febbraro
- 2008 : Rendez-vous à Palerme (Palermo Shooting) de Wim Wenders
- 2008 : Qualcuno mi aiuti de Michele Barbone
- 2009 : The Darkside de Gerard Diefenthal
- 2013 : Ci vediamo domani d'Andrea Zaccariello

### Télévision
- 1982 : Verdi (it) - épisode Il vecchio mago de Renato Castellani
- 1984 : All'ombra della grande quercia d'Alfredo Giannetti
- 1990 : La storia spezzata d'Andrea Frazzi et Antonio Frazzi
- 2001 : L'uomo che piaceva alle donne - Bel Ami (it) de Massimo Spano (it)
- 2001 : Non ho l'età (it) de Giulio Base
- 2002 : Non ho l'età 2 de Giulio Base
- 2003 : My House in Umbria (en) de Richard Loncraine
- 2003 : Angels in America - épisode Perestroika: Chapter Six - Heaven, I'm in Heaven de Mike Nichols
- 2004 : Questo amore (it) de Luca Manfredi
- 2005 : Nebbie e delitti - épisode I segreti delle donne de Riccardo Donna (it)
- 2006 : Un sacré détective (Don Matteo) - épisode Le Bal des débutantes d'Elisabetta Marchetti (it)
- 2006 : La contessa di Castiglione (it) de Josée Dayan
- 2010 : Io e mio figlio - Nuove storie per il commissario Vivaldi (it) de Luciano Odorisio